# Vester Han Herred
Vester Han Herred  var et herred i det tidligere Thisted Amt. Området var før 2007 delt mellem det daværende Viborg Amt (Thisted og Hanstholm Kommuner) og daværende Nordjyllands Amt (Fjerritslev Kommune). Hele området er fra 2007 en del af Region Nordjylland og delt mellem Thisted kommune og Jammerbugt kommune.
Den vestligste del af herredet bestående af Øsløs-Vesløs-Arup hedder Hannæs.
Herredet var oprindeligt en del af et samlet Hanherred, hvor den østre del blev til Øster Han Herred. Det hørte i middelalderen til Thysyssel, men udgjorde senere et selvstændigt len. Ved amtopdelingen i 1793 kom grænsen mellem Thisted Amt og i Hjørring Amt til at følge grænsen mellem de to hanherreder.
Flg. sogne ligger i Vester Han Herred:
- Arup Sogn
- Gøttrup Sogn
- Hjortdal Sogn
- Kettrup Sogn
- Klim Sogn
- Kollerup Sogn
- Lild Sogn
- Tømmerby Sogn
- Vesløs Sogn
- Vester Torup Sogn
- Vust Sogn
- Øsløs Sogn